# Lepchina tridens
Lepchina tridens är en fjärilsart som beskrevs av Charles Oberthür 1904. Lepchina tridens ingår i släktet Lepchina och familjen svärmare. Inga underarter finns listade i Catalogue of Life.